# Système d'artillerie autopropulsé Al Faw
Al-Faw ou encore Al-Fao selon la prononciation, est le terme employé pour désigner un système d'artillerie à longue portée autopropulsé irakien conçu à la fin des années 1980 dans le contexte de la guerre Iran-Irak. Révolutionnaire en son temps, le système Al-Faw semble n'avoir jamais connu l'épreuve du feu si l'on en croit les archives et rapports officiels de l'armée irakienne précédant le lancement de l'opération liberté irakienne en 2003.

## Prémices du projet

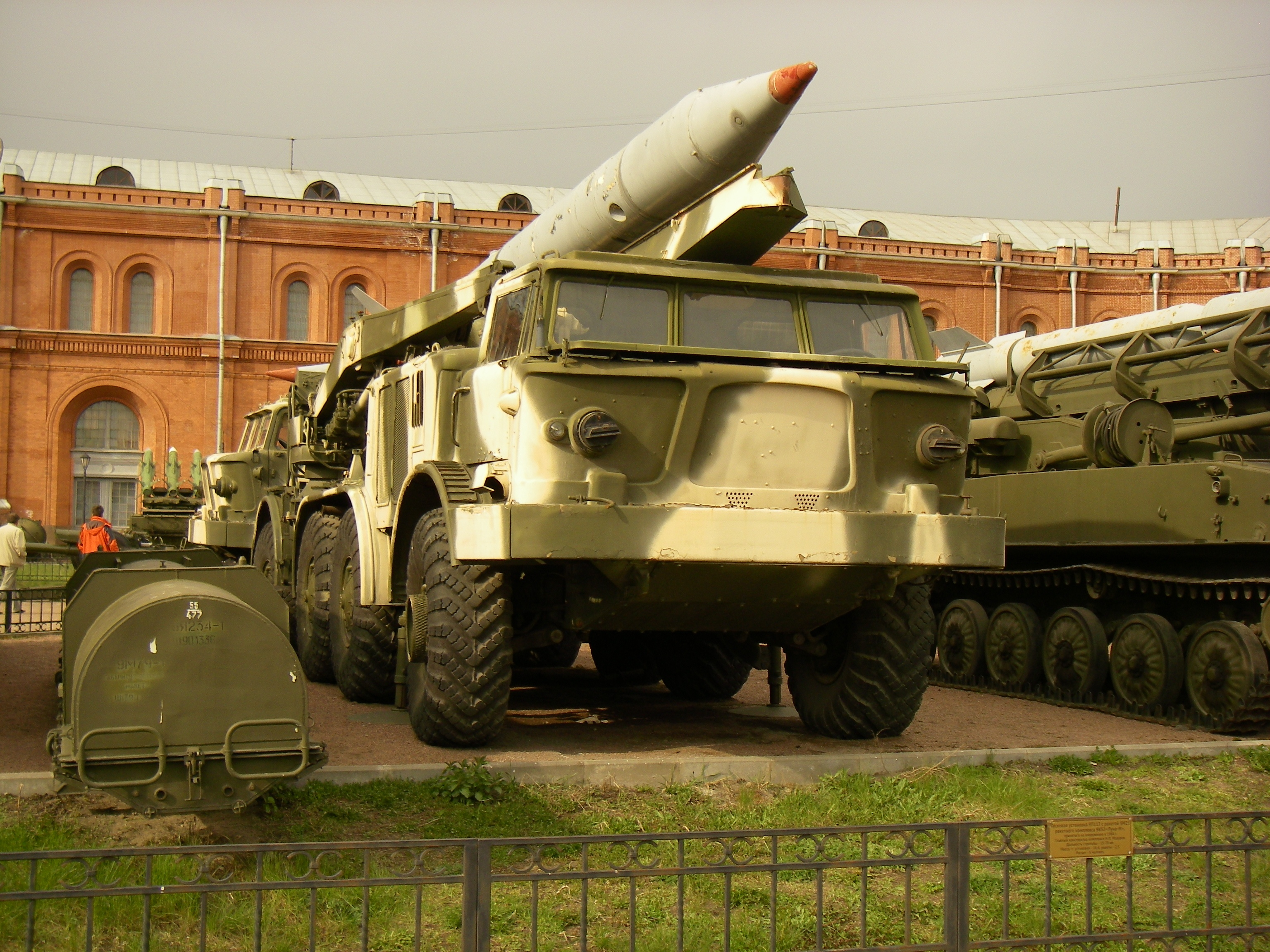
9P113 Luna-M, plus connu au niveau mondial sous le nom de FROG-7.

Au cours du conflit opposant la République islamique d'Iran à la République d'Irak, les forces de Saddam Hussein se retrouvèrent pendant plus de huit années confrontées au manque systématique d'un système de frappe tactique valable. Des lanceurs tactiques tel le 9K52 Luna-M (Code OTAN : FROG-7) d'une portée approximative de l'ordre de 70 kilomètres pour un rayon d'erreur circulaire probable (ou écart circulaire probable) de plus de 500 mètres furent employés à quelques reprises aux débuts du conflit ; cependant ayant acquis très tôt des SS-1 (R-17 Elbrus ou Scud-B pour les Occidentaux) l'Irak fut en mesure de frapper des cibles éloignées dès le mois d'octobre 1982 avec un premier lancement sur Dezfoul le 27 du mois. Les rapports déplorèrent 21 civils tués ainsi qu'une centaine de blessés divers. Étant un système de frappe tactique de première génération, le Scud tel qu'il est couramment désigné en Occident reste une arme dotée d'une grande imprécision (du fait de son calculateur inertiel) avec un rayon d'erreur de l'ordre du kilomètre (le système est à l'origine destiné à transporter une tête nucléaire tactique où le souffle, la chaleur dégagée ainsi que la zone de contamination éliminent en grande partie l'intérêt d'un système d'arme de haute précision). Pire encore, le rayon d'action des Scud-B déçoit l'Irak qui se tourne vers l'URSS afin d'acquérir un système à la portée et précision améliorées ; la demande du président Hussein à l'Union soviétique pour la livraison de lanceurs SS-12 (TR-1 Temp/ OTAN : Scaleboard dotés d'une portée opérationnelle de 900 km et de nouveaux calculateurs inertiels ramenant la zone d'impact à une précision de 400 à 350 m) échoue. Les forces armées irakiennes se voient alors obligées de développer leur propre système de frappe lointaine directement inspiré du Scud-B et renommé Al-Hussein.

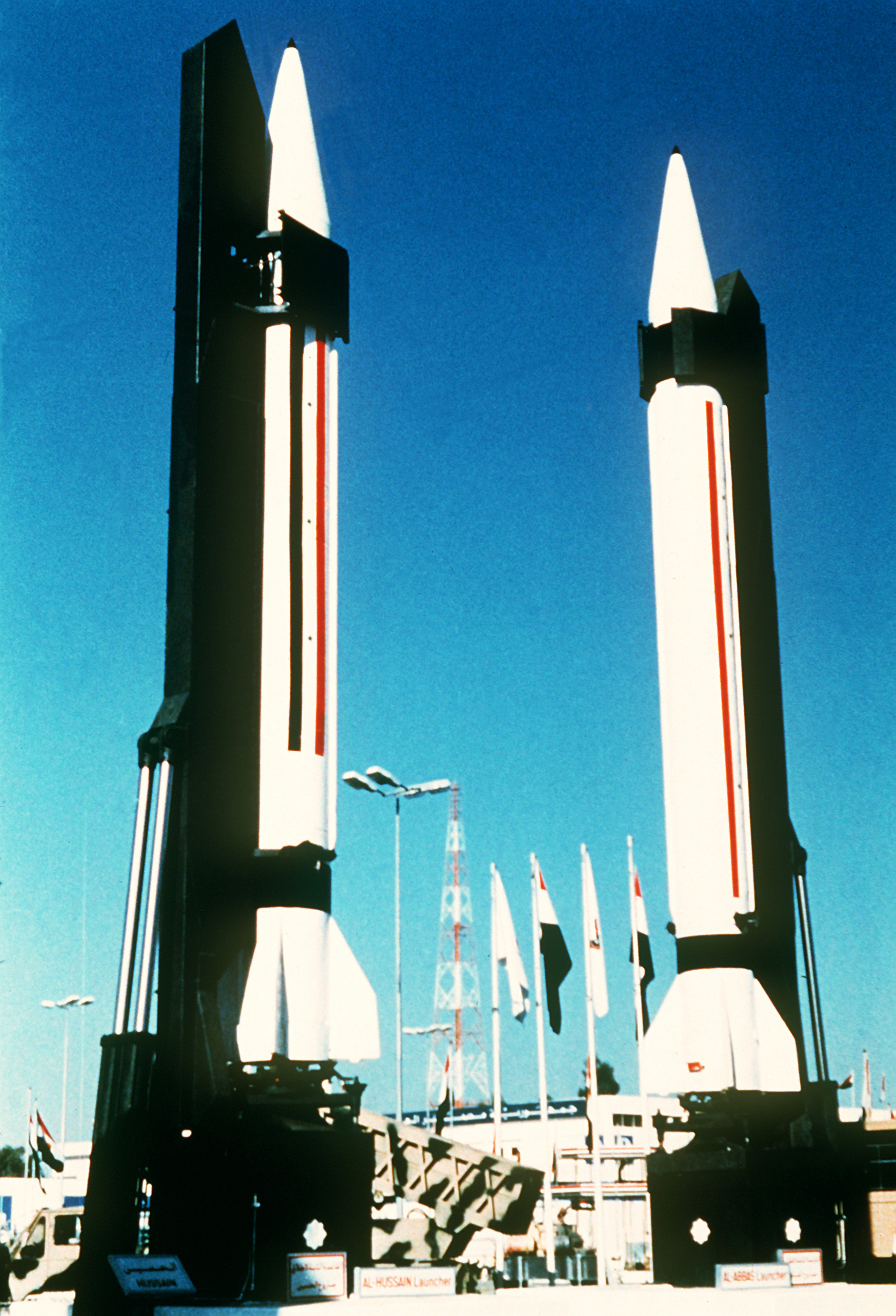
Deux missiles de frappes tactiques Al Hussein sur leurs érecteurs durant la parade nationale à Bagdad (avril-mai 1989).

L'arme, ou « projet 1728 » bénéficiant alors d'une portée proche des 650 km, permit à l'armée irakienne de pouvoir attaquer en profondeur le territoire iranien. Pour obtenir un tel résultat la masse de la charge embarquée dut être réduite, passant de l'ogive originale de 945 kg à une charge maximum de 500 kg et cela tout en augmentant la poussée fournie par les propulseurs. Cependant le Al-Hussein gardait sa capacité d'emport multimodale, qu'elle ait été classique, chimique, biologique ou nucléaire tactique. Un rapport de l'ONU stipulait qu'aux prémices du lancement de l'opération Desert Storm, les Irakiens étaient capables de produire tous les composants principaux du système Al-Hussein (janvier-avril 1991).
À la fin du conflit, la résolution 687 du Conseil de sécurité des Nations unies interdit à l'Irak de pouvoir à nouveau déployer des systèmes de frappes tactiques d'une portée supérieure à 150 km. Pourtant depuis déjà quelques années, une arme complètement différente était à l'étude en Irak.

## Conception du système Al-Faw

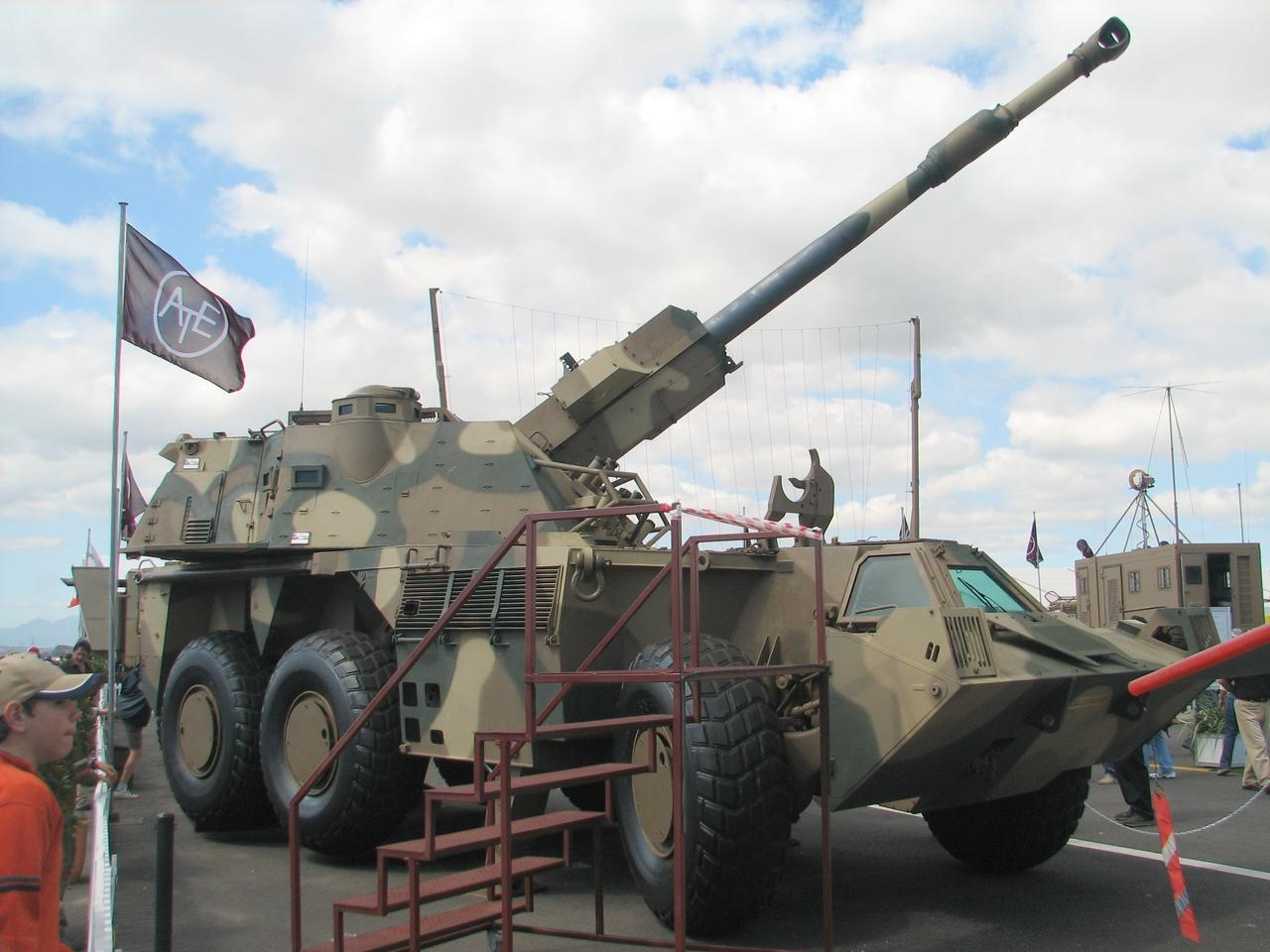
Exemplaire du système Denel G6 conçu par Bull, cette arme a déjà reçu son baptême du feu lors de la guerre de la frontière de l'Afrique du Sud. La similitude avec le projet irakien est frappant.

Comme vu précédemment, Saddam Hussein ne vit pas d'un très bon œil le refus des Soviétiques de livrer des SS-12 ; ainsi afin de contrer l'imprécision des SS-1 et leurs dérivés l'Irak décida de développer un système tout à fait nouveau d'artillerie à longue portée et haute cadence de tir. 

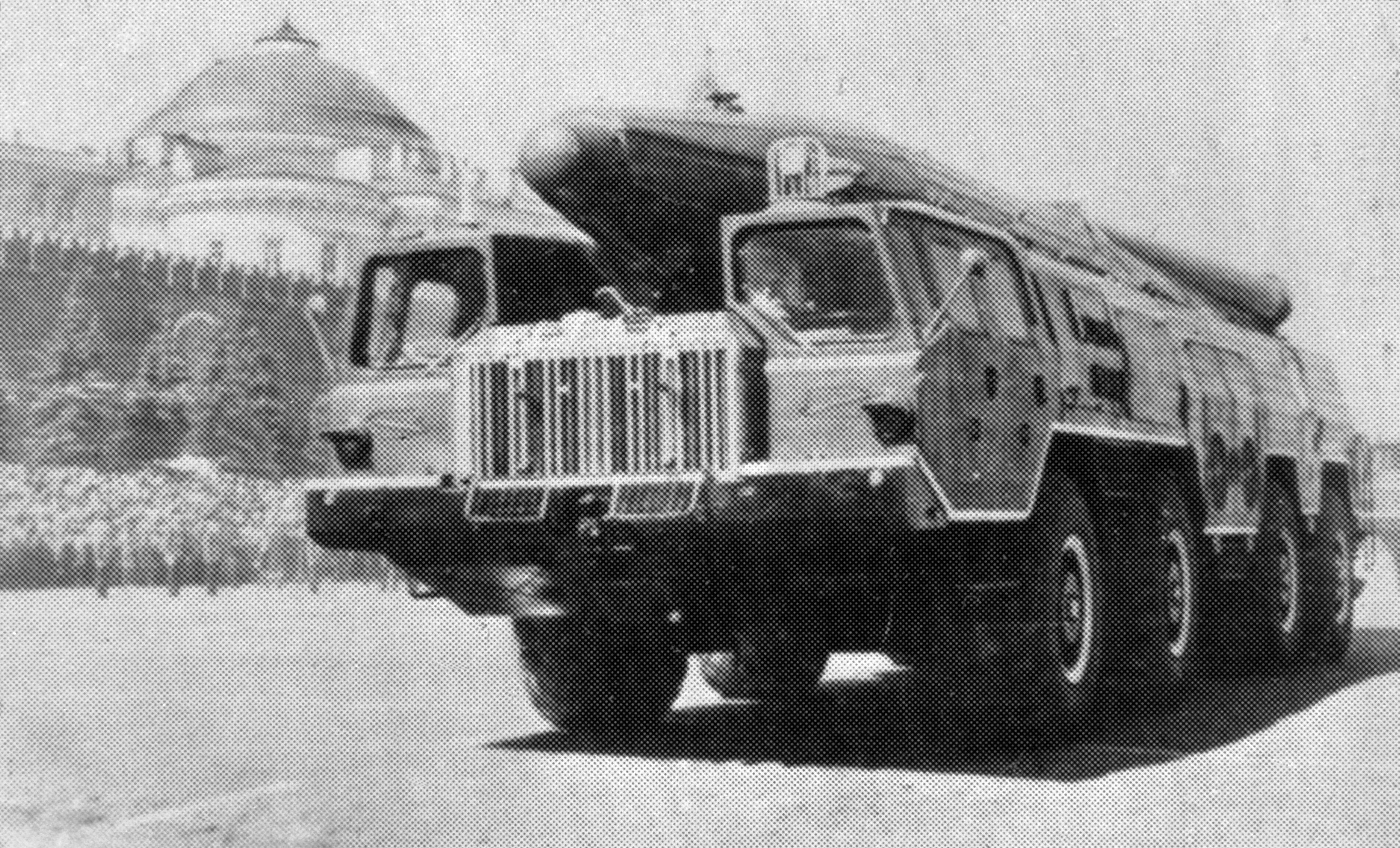
Système autopropulsé TR-1 Temp/SS-12 Scaleboard. Le tracteur-érecteur-lanceur est une version du camion MAZ-7310.

Nommé en l'honneur de la péninsule d'Al-Faw dans le sud de l'Irak (qui fut le théâtre de violents combats au cours de la guerre Iran-Irak), Al-Faw désigne alors un système d'artillerie autopropulsé conçu pour l'armée irakienne par l'ingénieur canadien et expert en balistique de renommée internationale Gerald Bull. Il est actuellement considéré comme l'un des systèmes d'artillerie les plus performants jamais mis au point : d'un calibre de 210 mm et doté d'une portée effective de 57 340 mètres (avec un obus Base Bleed de 109 kg). Pesant 48 tonnes, le système est prévu pour atteindre une cadence de tir d'urgence de quatre coups à la minute (chaque projectile atteignant une masse de 109 kg, vitesse initiale 992 m/s) tout en se déplaçant à la vitesse maximale d'environ 72 km/h sur route. La charge des obus est, traditionnellement, multiple avec une capacité d'emport de têtes chimiques (tel le sarin, gaz moutarde ou du phosgène), ainsi que d'explosifs conventionnels. 
Conçu et fabriqué en Europe, le système fut publiquement présenté à Bagdad en 1989. Toutefois, il ne semble pas être entré en service au sein de l'armée irakienne et aucun exemplaire d'une quelconque série ni même le prototype ne furent capturés pendant la guerre du Golfe en 1991 ; il est très probable que le projet fut annulé par la suite. Une similitude apparaît entre le système Al-Faw et l'obusier autopropulsé Denel G6 (en) sud-africain auquel Bull participa également en tant que designer, et semble directement découler des expériences menées avec ce système : En effet, chose très intéressante est le fait qu'Al-Faw, parfois appelé G7, était un montage sur châssis à roues 6x6 tel que l'est le G6. Pourtant, bien que l'arme de Denel se révèle déjà être un système complexe et massif, Al-Faw fut conçu dans le gigantisme. Or les plate-forme à roues, contrairement aux chenilles, ne sont pas les mieux adaptées afin d'encaisser le recul d'une arme de grand calibre, pour cela Bull mit au point un frein de bouche de grand diamètre qui permettait au châssis d'encaisser le fort recul du canon de 210, ainsi que la haute cadence de tir théorique du systèmes d'armes. Cependant, l'assassinat de Gerald Bull en mars 1990 mit également fin à un projet mort-né d'obusier reposant sur la même structure 6x6 que Al-Faw, semblable au G6 sud-africain et prénommé Al-Majnoon. Chambré en 155 mm (calibre traditionnel de l'artillerie à longue portée moderne), le système aurait été capable de placer un obus Extended Range Full Bore (ERFB) Base Bleed ( V0 de 889 m/s), conçu également par Bull, à 38 000 mètres de distance.